# Edmond Vignard
Pour les articles homonymes, voir Vignard.
Edmond Vignard, né à Egletons (Corrèze) le 27 mai 1885 et mort le 12 septembre 1969 à Eaubonne, est un ingénieur chimiste et archéologue français. Préhistorien égyptologue, il est l'inventeur du Sébilien.

## De Bossuet à Douai: Premiers pas dans laPréhistoire
Edmond Vignard fait ses études primaires à l'école Saint-Joseph d'Egletons puis secondaires à l’école Bossuet près de Brive. C'est là qu'il s’initie dès 1899 à la préhistoire, sous la conduite de ses éminents professeurs, les Abbés Bardon et Bouysonnie (découvreurs de l'homme de La Chapelle-aux-saints (néandertalien). 
Edmond Vignard s’oriente vers la chimie et est reçu à l’École Nationale des Industries Agricoles (E.N.I.A.) de Douai (Nord). Cette installation temporaire dans le Nord, puis ses débuts comme ingénieur chimiste dans les industries sucrières, l’amènent à entreprendre des fouilles entre 1908 et 1911, et à parfaire sa formation scientifique, sous l’égide de Victor Commont, dans les régions de Santerre, de la Somme et de l’Oise.

## 1911-1925: un séjour capital enHaute-Égypte
Capital est son séjour pour les industries sucrières Say*, de 1911 à 1925, en Haute-Égypte, à Nag Hamadi (Nag Hammadi) et à Kom Ombo (Kôm Ombo). Les fouilles qu’il mène alors avec persévérance et méthode, à ses propres frais, ont fait de lui l’inventeur du Sébilien (révolution néolithique).

## Le retour en France: d'ingénieur chimiste à président de laSociété préhistorique française
De retour en France, Edmond Vignard est absorbé par son activité professionnelle d’ingénieur chimiste, en tant que chef des laboratoires des sucreries Say (Béghin-Say). Créateur de méthodes industrielles originales, toujours utilisées, il forme de nombreux chimistes. Par son érudition en Préhistoire, Edmond Vignard se fait de nombreux amis qui le tiennent en haute estime. Il fouille de nombreux gisements personnels, et participe, en tant qu’invité, aux fouilles de ses collègues dans la Région parisienne.
La réputation solidement établie d’Edmond Vignard lui vaut l’honneur, après avoir fait partie du Conseil de la Société préhistorique française (SPF) depuis 1933, d’être choisi pour l’année 1934 comme Président de la SPF (membre à vie dès 1928).

## De laSeconde Guerre mondialeà une retraite active
Au cours de la Seconde Guerre mondiale, sa maison d'Athis-Mons est détruite par un bombardement, et une partie de ses précieuses collections, auxquelles il avait voué sa vie entière, se trouve perdue.
Il emménage à Paris, mais reste toujours le délégué de la Société préhistorique française pour la Seine-et-Oise (1947-1969) et en devient le vice-président en 1948. 
En 1950, Edmond Vignard reprend son travail préhistorique. Malgré son grand âge, Edmond Vignard ne demeure pas inactif. Il médite sur ses recherches antérieures, il collectionne les résultats obtenus, met au point ses études, dégage ou retouche les idées maîtresses de ses travaux.
Edmond Vignard anima ardemment la discussion avec ces collègues autour des recherches de ses cadets comme André Leroi-Gourhan dont les thèses deviennent incontournables durant les décennies suivantes. 
Edmond Vignard s'est éteint après une longue et pénible maladie à l'Hôpital d'Eaubonne (Val-d'Oise), le 12 septembre 1969.

## Sources
- Brochure de l'exposition Edmond Vignard, un homme qui fit l'Histoire (commissaire : Nicolas Courteix), Egletons, septembre 2010 - avril 2011.
- Bulletin de la Société préhistorique française. Comptes rendus des séances mensuelles, Année 1972, Volume 69, Numéro 3, pp. 65-72.